# Edder Pérez
Edder Pérez (San Felipe, 3 luglio 1983) è un ex calciatore venezuelano, di ruolo difensore.